# Wydział Budownictwa i Inżynierii Środowiska Zachodniopomorskiego Uniwersytetu Technologicznego w Szczecinie
Wydział Budownictwa i Inżynierii Środowiska Zachodniopomorskiego Uniwersytetu Technologicznego w Szczecinie – jeden z jedenastu wydziałów Zachodniopomorskiego Uniwersytetu Technologicznego w Szczecinie. Wydział funkcjonuje w budynku przy al. Piastów 50A w Szczecinie (osiedle Śródmieście-Zachód, dzielnica Śródmieście). Powstał 1 września 2020 r. w wyniku podziału dotychczasowego Wydziału Budownictwa i Architektury.

## Kierunki kształcenia
Dostępne kierunki:
- Budownictwo (studia I i II stopnia)
- Budownictwo - inżynier europejski (studia I stopnia)
- Civil Engineering (studia II stopnia)
- Inżynieria środowiska (studia I i II stopnia)
- Bezpieczeństwo i higiena pracy (studia podyplomowe)

## Władze Wydziału
W kadencji 2024–2028:
| Stanowisko                               | Imię i nazwisko                  |
| ---------------------------------------- | -------------------------------- |
| Dziekan                                  | dr hab. inż. Anna Głowacka       |
| Prodziekan ds. studenckich i kształcenia | dr hab. inż. Tomasz Wróblewski   |
| Prodziekan ds. studenckich i kształcenia | dr inż. Dorota Leciej-Pirczewska |
| Prodziekan ds. organizacji i rozwoju     | dr inż. arch. Karolina Kurtz     |

## Struktura organizacyjna
| Katedra                                              | Kierownik                               |
| ---------------------------------------------------- | --------------------------------------- |
| Katedra Inżynierii Budowlanej i Komunikacyjnej       | dr hab. inż. Paweł Mieczkowski          |
| Katedra Fizyki Budowli i Materiałów Budowlanych      | prof. dr hab. inż. Halina Garbalińska   |
| Katedra Geotechniki                                  | prof. dr hab. inż. Zygmunt Meyer        |
| Katedra Inżynierii Środowiska                        | dr hab. inż. Anna Głowacka              |
| Katedra Konstrukcji Żelbetowych i Technologii Betonu | prof. dr hab. inż. Elżbieta Horszczaruk |
| Katedra Ogrzewnictwa, Wentylacji i Ciepłownictwa     | dr hab. inż. Katarzyna Zwarycz-Makles   |
| Katedra Teorii Konstrukcji                           | dr hab. inż. Tomasz Wróblewski          |